# Francisco Arias Cárdenas
Francisco Javier Arias Cárdenas (San Juan de Colón, estado Táchira; 20 de noviembre de 1950) es un militar, político, diplomático venezolano. Actualmente es diputado electo a la Asamblea Nacional para el periodo 2026-2031.
Arias Cárdenas fue uno de los líderes del primer intento de golpe de Estado de Venezuela de 1992 contra Carlos Andrés Pérez como integrante del Movimiento Bolivariano Revolucionario - 200, siendo encarcelado y posteriormente sobreseído en 1994.
Tras su liberación, inició su carrera pública en el segundo gobierno de Rafael Caldera como presidente del Programa de Atención Materno Infantil. Luego fue elegido gobernador de Zulia con el partido La Causa R (1995), el Movimiento V República (1998) y el Partido Socialista Unido de Venezuela (2012), candidato a la presidencia de la República (2000, quedando en segundo lugar frente a Hugo Chávez), embajador de Venezuela ante la ONU (2006-2008), diputado a la Asamblea Nacional (2010-2012), presidente encargado de Corpozulia de 2017 a 2019 y embajador de Venezuela en México en 2019-2024.
También fue miembro de la Comisión Promotora encargada por el presidente Hugo Chávez para la conformación del Partido Socialista Unido de Venezuela.  

## Carrera militar
Nació en la ciudad tachirense de San Juan de Colón, fue monaguillo en su niñez y también seminarista menor en su juventud, luego realizó estudios en la Academia Militar de Venezuela, donde obtuvo la licenciatura en Ciencias y Artes Militares, siendo por orden de mérito el número 14 (de un total de 127) de la Promoción "General en Jefe José Ignacio Pulido" de 1974. Completó sus estudios en la Universidad de Los Andes en Mérida, para obtener una maestría en Ciencias Políticas y en la Universidad Javeriana de Bogotá (Colombia) en Historia Social y Política.
Integrante del Movimiento Bolivariano Revolucionario - 200 (MBR 200) apoyó al entonces teniente coronel Hugo Chávez en el golpe de Estado de 4 de febrero de 1992 contra el segundo gobierno de Carlos Andrés Pérez dirigió el Batallón de Maracaibo, y logró reducir y detener al gobernador de esa entidad Oswaldo Álvarez Paz, sin embargo la rebelión fracasó, Arias Cárdenas fue encarcelado junto con sus compañeros de asonada. Salió en libertad en 1994, después de recibir el sobreseimiento por el presidente Rafael Caldera.

## Carrera política
En 1994 fue designado por el entonces Presidente de la República, Rafael Caldera, como presidente del Programa de Alimentación Materno Infantil (PAMI). En 1995 se postuló como candidato a la gobernación del estado Zulia por La Causa R, los resultados parciales dieron como ganador al candidato del partido Acción Democrática (AD), esto desató una serie de disturbios por parte de la población que protestaban por el resultado en el mismo día de los comicios, debido a la presión popular, se volvieron a recontar los escrutinios que dieron finalmente como ganador a Arias Cárdenas para la gobernación de uno de los estados más importante del país. Siendo así el primero ajeno a los partidos tradicionales en este cargo.
En las polarizadas elecciones de diciembre de 1998 apoyó a Chávez para la presidencia de la república, y él se postuló en búsqueda de la reelección para la gobernación del estado Zulia con el apoyo de los partidos chavistas como el Movimiento V República, el anterior partido aliado La Causa R, e incluso el tradicional partido socialcristiano Copei, ambos ganaron de forma arrolladora, venciendo en el caso de Arias Cárdenas al postulante de Acción Democrática, Manuel Rosales. Sin embargo a en el año 2000 Arias Cárdenas cambio de opinión y se convirtió en un crítico de Chávez pasándose a la oposición, decidido competir en contra del propio Chávez por la jefatura de Estado en las megaelecciones adelantadas de ese año, siendo apoyado por partidos opositores como La Causa Radical, Bandera Roja, MIN. En estas elecciones simultáneamente había que elegir todos los cargos electivos del país, siendo estos, junto a Claudio Fermín del partido Encuentro Nacional, los únicos postulados para el máximo cargo del país, al final Arias Cárdenas perdió quedando en un segundo lugar y recabando más de un tercio de los votos, siguiendo activo en la política fundando una nueva organización denominada Unión, adverso al gobierno chavista, al punto de denunciar a Hugo Chávez y su entorno como instigadores y principales responsables de las matanzas ocurridas en Caracas en abril de 2002. Aunque Arias Cárdenas fue un feroz crítico del gobierno en sus declaraciones, posteriormente se abrió al diálogo con el chavismo, así llegó a proponer ser vicepresidente del gobierno, aunque fue rechazado por Chávez. En las elecciones regionales de 2004 lanzó su candidatura para la gobernación el estado Zulia, pero quedó en tercer lugar siendo derrotado por su eterno rival en la gobernación zuliana Manuel Rosales (ahora postulado por Un Nuevo Tiempo), y el candidato chavista Alberto Gutiérrez.

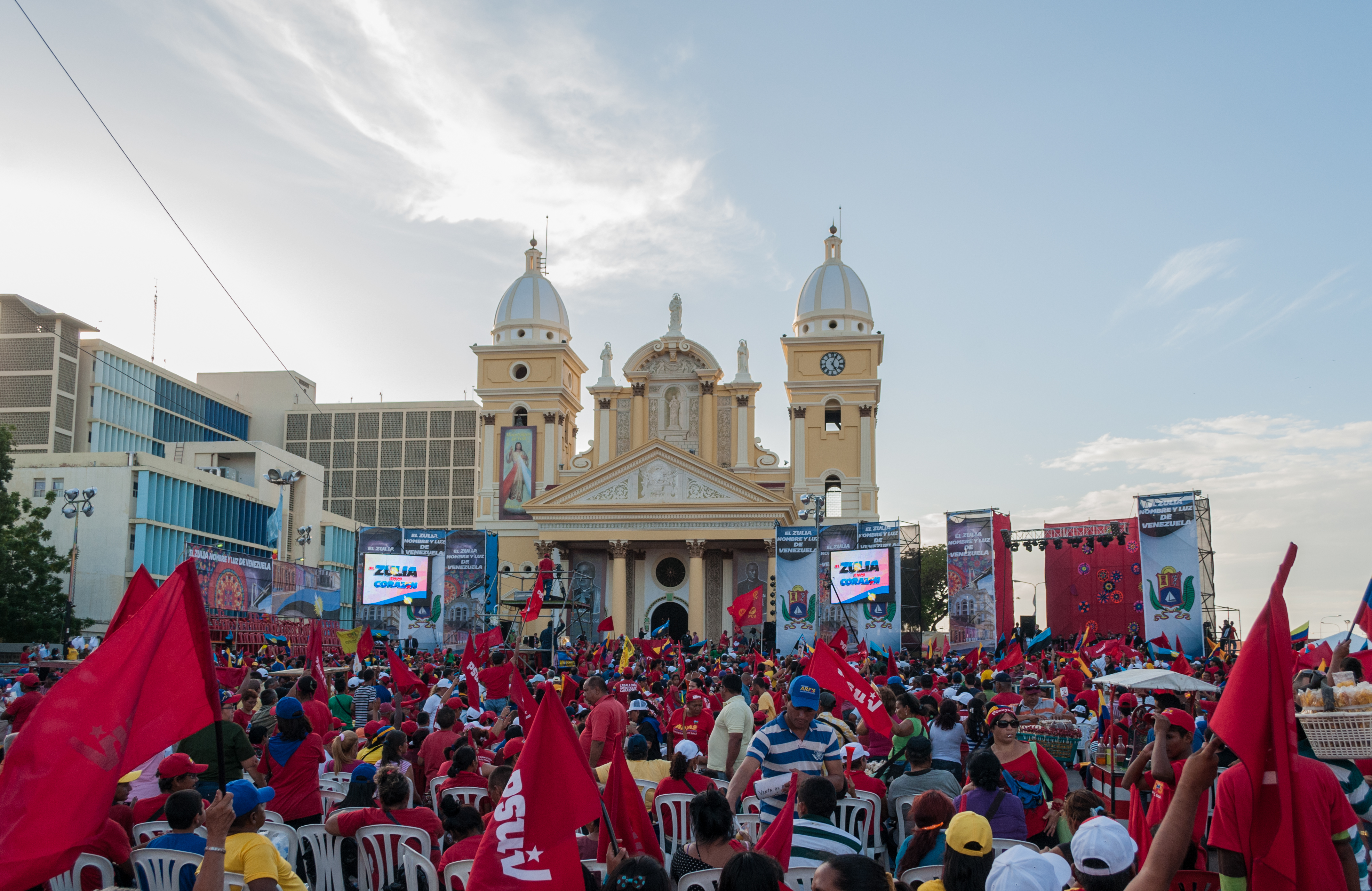
Acto de posesión del gobernador Arias Cárdenas el 20 de diciembre de 2012.

En 2005, volvió a cambiar de postura y nuevamente mostró su apoyo al gobierno y "reconoce" que "cometió errores". En 2006, después de su reconciliación con el chavismo fue elegido por el presidente Chávez al cargo de Embajador de Venezuela en la Organización de las Naciones Unidas (ONU). En marzo de 2007 apoyó la conformación del Partido Socialista Unido de Venezuela, cuyo fin es la de fusionar a los partidos pro gubernamentales incluyendo Unión, posteriormente asumió el cargo de viceministro de relaciones exteriores para América Latina y el Caribe. Hasta el 28 de diciembre era Diputado a la Asamblea Nacional, electo por el PSUV representando al estado Zulia tras las elecciones de 26 de septiembre de 2010. En las elecciones regionales de 2012, Arias Cárdenas es electo gobernador del estado Zulia con el 52.99% de los votos.
Tras las elecciones regionales en el Estado Zulia del 15 de octubre de 2017, resultó segundo en la contienda, detrás del candidato opositor y diputado Juan Pablo Guanipa. Luego el 23 de octubre del mismo año, es designado presidente encargado de la Corporación del Desarrollo del Zulia por el presidente Nicolás Maduro. El 6 de abril de 2019, Maduro lo designó como embajador de Venezuela en México.

## Acusaciones de corrupción
Tras su salida de la gobernación del Zulia, surgieron denuncias de corrupción que vinculaban a Arias Cárdenas, en la malversación de recursos durante su gestión en el cargo, que van desde desvío de fondos del Hospital Oncológico que jamás se construyó y otros actos denunciados por el gobernador Omar Prieto, como el incumplimiento de la entrega de 30 autobuses. También estaría vinculado a la famosa lista de corrupción de Odebrecht y sería cabecilla de una ruta de tráfico de combustible denunciado por el periodista Javier Núñez Leal en medios en EE. UU.